# Rivasz-Tóth Norbert
Rivasz-Tóth Norbert (1996. május 6. –) magyar gerelyhajító.

## Pályafutása
A 2012-es junior világbajnokságon 12. lett. 2013-ban ezüstérmes volt az ifjúsági világbajnokságon. A junior Eb-n hatodik volt. A 2014-es junior vb-n a 15. helyen végzett. A 2015-ös junior Eb-n 17. lett. 2016-ban és 2017-ben második volt az U23-as Dobó Európa-kupán. A 2016-os atlétikai Európa-bajnokságon kiesett a selejtezőben. 2017-ben felnőtt magyar csúccsal U23-as Európa-bajnok lett, míg a londoni vb selejtezőjéből nem jutott tovább. Az universiadén hatodik helyezést ért el. A 2019-es atlétikai világbajnokságon bejutott a döntőbe, ahol 79,43 méteres eredményével a 9. helyen végzett. A selejtezőben 83,42 méteres dobásával új országos csúcsot ért el, és ő lett a világbajnokságok történetében az első magyar, aki a gerelyhajítás döntőjében szerepelt. A 2021 nyarán megrendezett tokiói olimpián 77,76 méteres teljesítményével selejtezőcsoportjában a 12., összesítésben a 22. helyen végzett.

## Rekordjai
- 77,39 m (2013. március 2., Budapest) ifjúsági magyar rekord (700 gramm)
- 79,82 m (2013. május 12., Tiszaújváros) ifjúsági magyar rekord (700 gramm)[10]
- 69,47 m (2012. július 12., Barcelona) ifjúsági magyar rekord
- 71,68 m (2013. március 17., Castellon) ifjúsági magyar rekord
- 73,97 m (2013. július 18., Rieti) ifjúsági magyar rekord[11]
- 77,70 m (2016. március 13., Arad) U23-as magyar rekord[12]
- 78,29 m (2016. április 19., Budapest) U23-as magyar rekord[13]
- 78,33 m (2016. május 1., Bar) U23-as magyar rekord[14]
- 78,81 m (2016. május 22., Budapest) U23-as magyar rekord[15]
- 79,47 m (2016. május 28., Miskolc) U23-as magyar rekord[16]
- 79,67 m (2017. május 14., Miskolc) U23-as magyar rekord[17]
- 80,50 m (2017. június 11., Székesfehérvár) U23-as magyar rekord[18]
- 83,08 m (2017. július 15., Bydgoszcz) felnőtt és U23-as magyar rekord[19]
- 83,42 m (2019. október 5., Doha) magyar rekord[20]

## Eredményei
Magyar bajnokság
- Gerelyhajítás
  - aranyérmes: 2015, 2016, 2017, 2018, 2019, 2020, 2021, 2024
  - ezüstérmes: 2023

## Díjai, elismerései
- Az év magyar ifjúsági atlétája (2013)[21]
- Az év magyar U23-as atlétája (2016)[22]